# Demain il sera trop tard
Pour plus de détails, voir Fiche technique et Distribution.
Demain il sera trop tard (titre original : Domani è troppo tardi) est un melodramma strappalacrime italien réalisé par Léonide Moguy, sorti en 1950 en Italie et l'année suivante en France.
Le film met en scène Mirella, sentimentale et rêveuse qui se lie d'une tendre amitié avec Francesco. Mais cela ne plait pas à la directrice de l’école qui les punit. L’institutrice Anna pour avoir tenté de prendre leur défense se fait renvoyer. 
Avec 7 727 192 spectateurs dans les salles italiennes, le film est le 2e plus gros succès de l'année 1950. Une suite du même réalisateur, Demain est un autre jour, sortira un an plus tard.

## Synopsis
Mirella est une adolescente introvertie et incomprise, issue d'une famille modeste mais digne ; elle est secrètement amoureuse de Franco, qui semble cependant préférer des compagnes plus féminines.
Une fois leurs études terminées, les deux jeunes gens se retrouvent dans la même colonie de vacances pour y passer l'été. Peu à peu se développe entre eux une apparente sympathie, voire un amour, qui les amène à se faire confiance et, au cours d'une excursion, surpris par un violent orage, ils se réfugient dans une sorte de ferme abandonnée. Tous deux trempés, Franco allume un feu et invite Mirella à enlever au moins son chemisier pour le faire sécher.
La gêne de la jeune fille est évidente et palpable, mais devant l'insistance de Franco, elle l'enlève et échange peu après son premier baiser avec la personne dont elle est amoureuse. Les jeunes gens s'endorment ensuite et se réveillent au bruit qu'ils entendent tout près d'eux. Mirella a peur car, tout en sachant qu'elle n'a rien fait de mal, elle craint les réactions du directeur de la colonie, qui la réprimande sévèrement.
La jeune fille est conduite à l'infirmerie en proie à une forte fièvre qui la fait délirer ; lorsqu'elle voit Franco qui, échappant à la surveillance, veut savoir d'elle comment elle va, elle s'emporte contre lui, croyant qu'il a attenté à son honneur. Mirella reçoit alors la nouvelle de l'arrivée de ses parents et, convaincue d'avoir commis l'irréparable, elle s'enfuit vers le lac et se jette à l'eau.
Les recherches sont lancées et c'est Franco lui-même qui la sauve, déclarant plus tard l'innocence de la jeune fille et son amour pour elle.

## Fiche technique
- Titre français : Demain il sera trop tard
- Titre original : Domani è troppo tardi
- Réalisation : Léonide Moguy
- Assistant réalisateur : Amleto Pannocchia
- Scénario : Alfred Machard  et Léonide Moguy
- Conseiller artistique : Vittorio De Sica
- Images : G.R. Aldo, Mario Craveri, Renato Del Frate, Noir et Blanc
- Musique : Alessandro Cicognini
- Montage : Lionello Massobrio
- Production : Giuseppe Amato
- Sociétés de production : Rizzoli Film Rome et Novella Film Rome
- Pays de production :  Italie
- Distributeur en France : Cinedis
- Enregistrement vf : Studio Kleber Paris, Appareils : Western Electric, Laboratoire: LTC Saint Cloud
- Genre : melodramma strappalacrime
- Format : 1,37:1
- Durée : 101 min
- Dates de sortie :
  - Italie : 21 septembre 1950
  - France : 6 juin 1951

## Distribution
- Pier Angeli  (V.F : Gilberte Aubry) : Mirella  Giusti
- Vittorio De Sica  (V.F : Jean Marchat) : Le professeur Landi
- Lois Maxwell  (V.F : Claire Guibert) : L’institutrice Anna
- Gino Leurini  (V.F : Bernard Gille) : Franco  Berardi
- Gabrielle Dorziat  (V.F : Elle-meme) : La Directrice
- Armando Migliari  (V.F : Claude Péran) : Le Proviseur
- Carlo Romano  (V.F : Richard Francœur) : M.  Berardi
- Ave Ninchi  (V.F : Hélène Tossy) : Mme  Berardi
- Monique Van Vooren  (V.F : Jacqueline Rembauville) : Giannina
- Olga Solbelli : Mme Giusti
- Lauro Gazzolo : M. Giusti
- Anita Angius : Monica Giusti, la petite sœur de Franco
- Vito Chiari : Guido, le copain de Franco
- Patrizia Corsi Rota : Bianca
- Carlo Delle Piane : Enzo
- Lina Marengo : Serafina
- Antonio Nicotra : Un professeur
- Eva Vanicek : Concetta
- Lilia Landi
- Antonio Amendola
- Vito Annichario : un camarade de Franco
- Armando Annuale
- Viva Bertoncello
- Felicitas Busi
- Luciano De Ambrosis
- Emma Druetti
- Marta Fiorani
- Franco Nicotra : Augusto
- Andreina Mazzotto

## Production
Il avait été prévu à l'origine pour l'actrice Corinne Luchaire. Elle meurt de maladie avant le tournage du film.

## Exploitation
Appartenant au courant du mélodrame sentimental, communément appelé melodramma strappalacrime, alors très populaire en Italie parmi le public (bien que désapprouvé par les critiques de cinéma de l'époque), il a rapporté 783 000 000 lires, ce qui en fait le deuxième plus gros succès de l'année 1950 (précédé uniquement par Les Derniers Jours de Pompéi de Marcel L'Herbier et Paolo Moffa) et a lancé la carrière de l'actrice principale Anna Maria Pierangeli (qui a remporté le Ruban d'argent de la meilleure actrice pour son interprétation), qui a émigré à Hollywood peu de temps après.
À la suite de ce succès, le réalisateur Moguy a réalisé le film similaire Demain est un autre jour, également avec Pierangeli, qui est sorti quelques mois plus tard.
À ce jour, le film occupe la 67e place du classement des films italiens les plus populaires de tous les temps, avec 7 727 192 spectateurs payants,.